# Muriel Pavlow
Muriel Lilian Pavlow (27 de junio de 1921 - 19 de enero de 2019) fue una actriz inglesa.  Su madre era francesa y su padre era ruso.

## Carrera de cine y televisión
Pavlow comenzó a trabajar como actriz infantil con John Gielgud y el Shakespeare Memorial Theatre en Stratford-upon-Avon. En diciembre de 1937, a los dieciséis años, interpretó a Gretel en una producción de BBC Television de Hansel y Gretel .
Durante la Segunda Guerra Mundial estuvo en ENSA y también hizo el cruce del teatro a la pantalla.
Los papeles de Pavlow incluyen a María, la joven maltesa, en Malta Story (1953), con Alec Guinness; Joy, la novia de Simon Sparrow, en Doctor in the House (1954); Thelma Bader, la esposa del piloto de combate Douglas Bader (interpretado por Kenneth More) en Reach for the Sky (1956); y la hija de un cascarrabias irascible (interpretado por el miembro del elenco Doctor en la Cámara, James Robertson Justice) en Murder, She Said (1961).[cita requerida]

## Vida personal
Estuvo casada con el actor Derek Farr desde 1947 hasta su muerte en 1986. Se conocieron en 1941 durante el rodaje de Quiet Wedding y nuevamente en el set de The Shop at Sly Corner en 1947. Continuaron actuando juntos en el escenario y en películas. No tuvieron hijos.
Pavlow fue incluido en el hogar de atención de los actores y la organización benéfica Denville Hall y participó activamente en su comité de gestión. Murió el 19 de enero de 2019 a la edad de 97 años.